# Hội An, An Giang
Hội An là một xã thuộc tỉnh An Giang, Việt Nam.

## Lịch sử
Trước đây, Hội An là một xã thuộc huyện Chợ Mới.
Ngày 9 tháng 2 năm 2018, UBND huyện Chợ Mới tổ chức lễ công bố quyết định xã Hội An đạt chuẩn đô thị loại V của UBND tỉnh An Giang.
Ngày 13 tháng 2 năm 2023, Ủy ban Thường vụ Quốc hội ban hành Nghị quyết số 721/NQ-UBTVQH15 (nghị quyết có hiệu lực từ ngày 10 tháng 4 năm 2023). Theo đó, thành lập thị trấn Hội An trên cơ sở toàn bộ 22,98 km² diện tích tự nhiên và 18.225 người của xã Hội An.
Ngày 12 tháng 6 năm 2025, Ủy ban Thường vụ Quốc hội ban hành Nghị quyết số 1654/NQ-UBTVQH15 về việc sắp xếp các đơn vị hành chính cấp xã của tỉnh An Giang. Theo đó,  toàn bộ diện tích tự nhiên, quy mô dân số của thị trấn Hội An, xã Hòa An (huyện Chợ Mới) và xã Hòa Bình thành xã mới có tên gọi là xã Hội An.

## Kinh tế - xã hội

### Kinh tế
Thị trấn Hội An chủ yếu là nông nghiệp với vùng chuyên canh rau màu với diện tích đến vài trăm ha còn lại là trồng lúa.
Một bộ phận hoạt động trong lĩnh vực dịch vụ, thương mại hiện đang ngày càng phát triển.
Công nghiệp và tiểu thủ công nghiệp.
Do đất chật người đông nên một số người dân đã đi nơi khác để kiếm sống.

### Dự án khu công nghiệp Hội An
Tháng 4 năm 2010, Thủ tướng Chính phủ chấp thuận thành lập khu công nghiệp Hội An với diện tích 100ha dự kiến tại ấp Thị II, có vị trí như sau:
- Phía bắc giáp mương nhà thờ thuộc ấp An Phú
- Phía nam giáp mương Bà Phú thuộc ấp Thị I
- Phía đông giáp kênh ấp Chiến Lược
- Phía tây giáp kênh I.

### Khu đô thị
Trung tâm là chợ Cái Tàu Thượng, khu dân cư Sao Mai - Cái Tàu Thượng và khu dân cư Hội An đều nằm ở ấp Thị I.

### Xã hội

#### Giáo dục
Hệ thống trường học trên địa bàn thị trấn:
- Trường tiểu học A, B, C, Hội An
- Trường THCS Lê Hưng Nhượng
- Trường THCS Nguyễn Văn Ba
- Trường THPT Huỳnh Thị Hưởng.

#### Chợ
Thị trấn có 2 chợ là chợ Cái Tàu Thượng và chợ Cả Nai. Chợ Cái Tàu Thượng là chợ trung tâm của xã, chợ khá lớn với hơn 600 hộ kinh doanh các loại mặt hàng. 

#### Làng nghề truyền thống
Thị trấn có một vài làng nghề như: 
- Làng bầu giống cây ở ấp Thị II
- Làng nghề chầm nón lá ở ấp An Bình.

## Văn hóa

### Di tích và nhân vật lịch sử
- Đình thần Hội An: tọa lạc ở ấp Thị II, trên đoạn đường tỉnh lộ 942. Đây là một ngôi đình cổ, được khởi công trùng tu vào ngày rằm tháng 10 năm Bính Tuất (2006), và hoàn thành vào ngày 16 tháng 6 năm Đinh Hợi (2007). Hàng năm, vào ngày 16 - 17 tháng 6 âm lịch, lễ Kỳ yên được tổ chức ở đình với sự tham gia đông đảo của nhân dân.
- Chùa Bà Lê (Phước Hội Tự): Đây là một di tích lịch sử cách mạng ở xã Hội An, đã được công nhận di tích cấp quốc gia năm 1986.
- Anh hùng LLVTND, liệt sĩ Huỳnh Thị Hưởng
- Anh hùng Lê Hưng Nhượng.

### Tôn giáo
Đa phần người dân Hội An theo đạo Phật, đạo Hòa Hảo. Một số khác theo đạo Cao Đài (thánh thất tọa lạc ở ấp An Phú, hiện nay được xây dựng mới) và đạo Thiên Chúa (nhà thờ tọa lạc ở ranh giới ấp An Phú và ấp Thị II).

## Hình ảnh

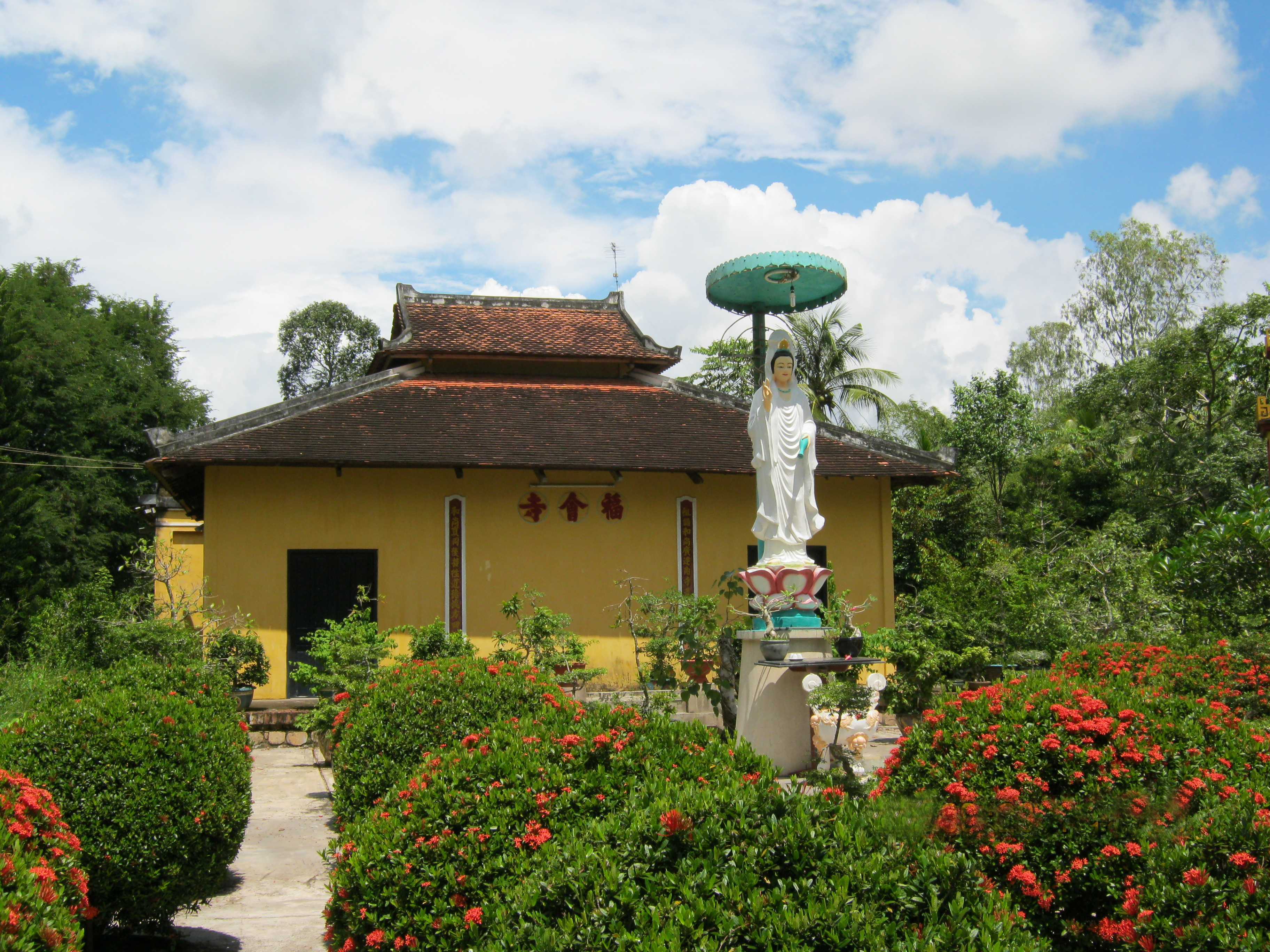
Chùa Bà Lê
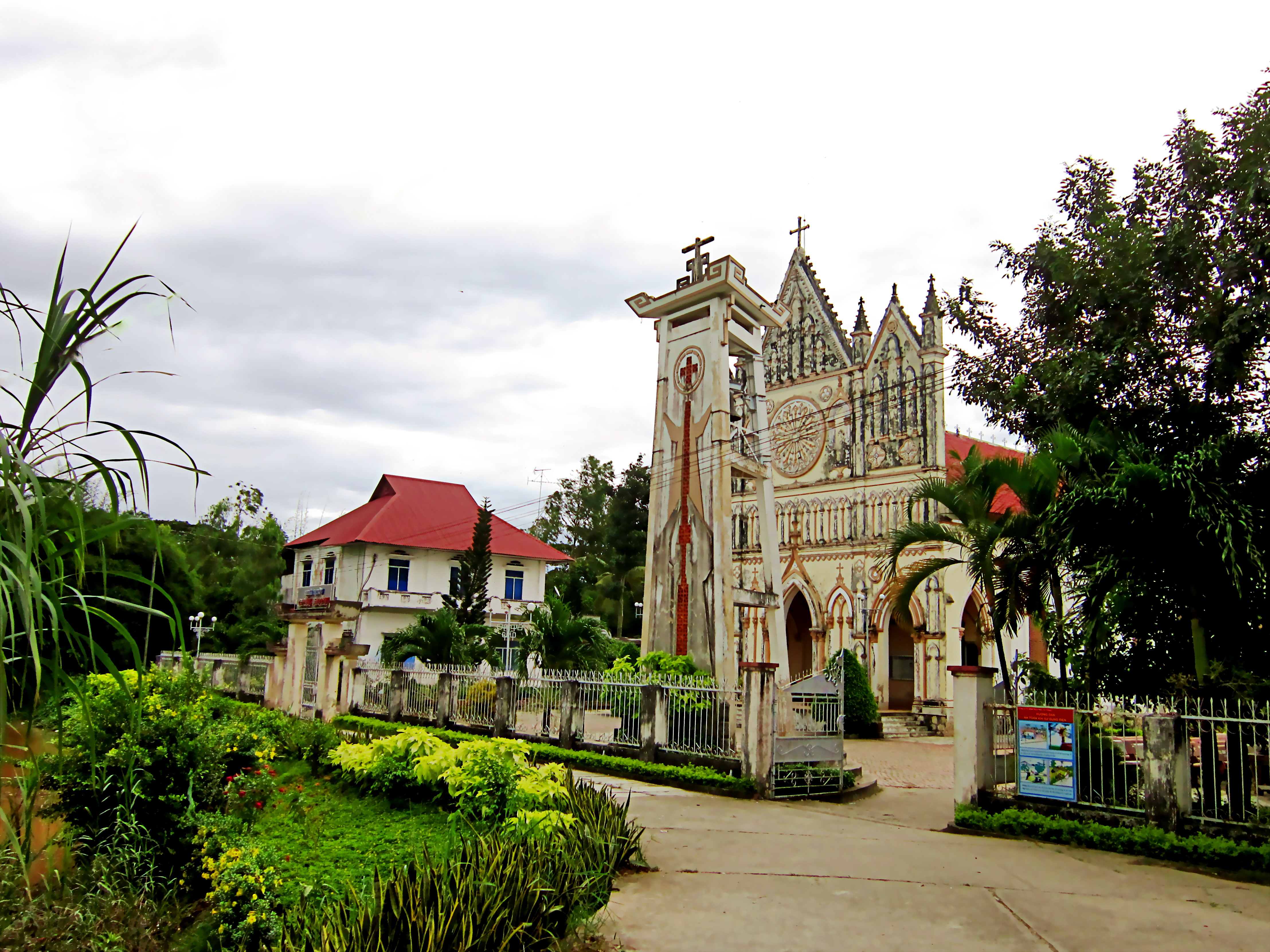
Nhà thờ Cái Đôi ở xã Hòa Bình, khởi công xây cất vào năm 1950 và tồn tại cho đến ngày nay.
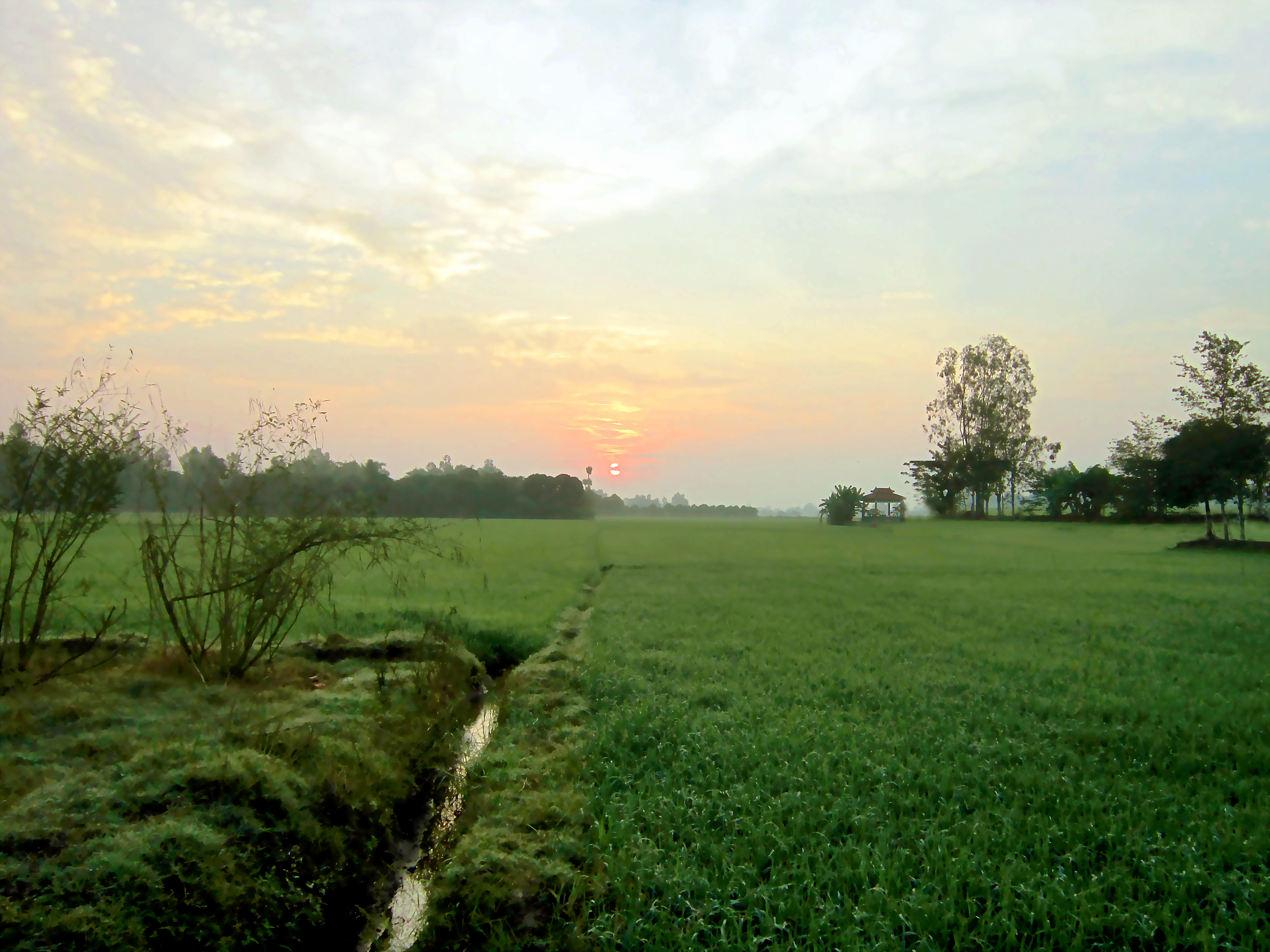
Một cánh đồng lúa
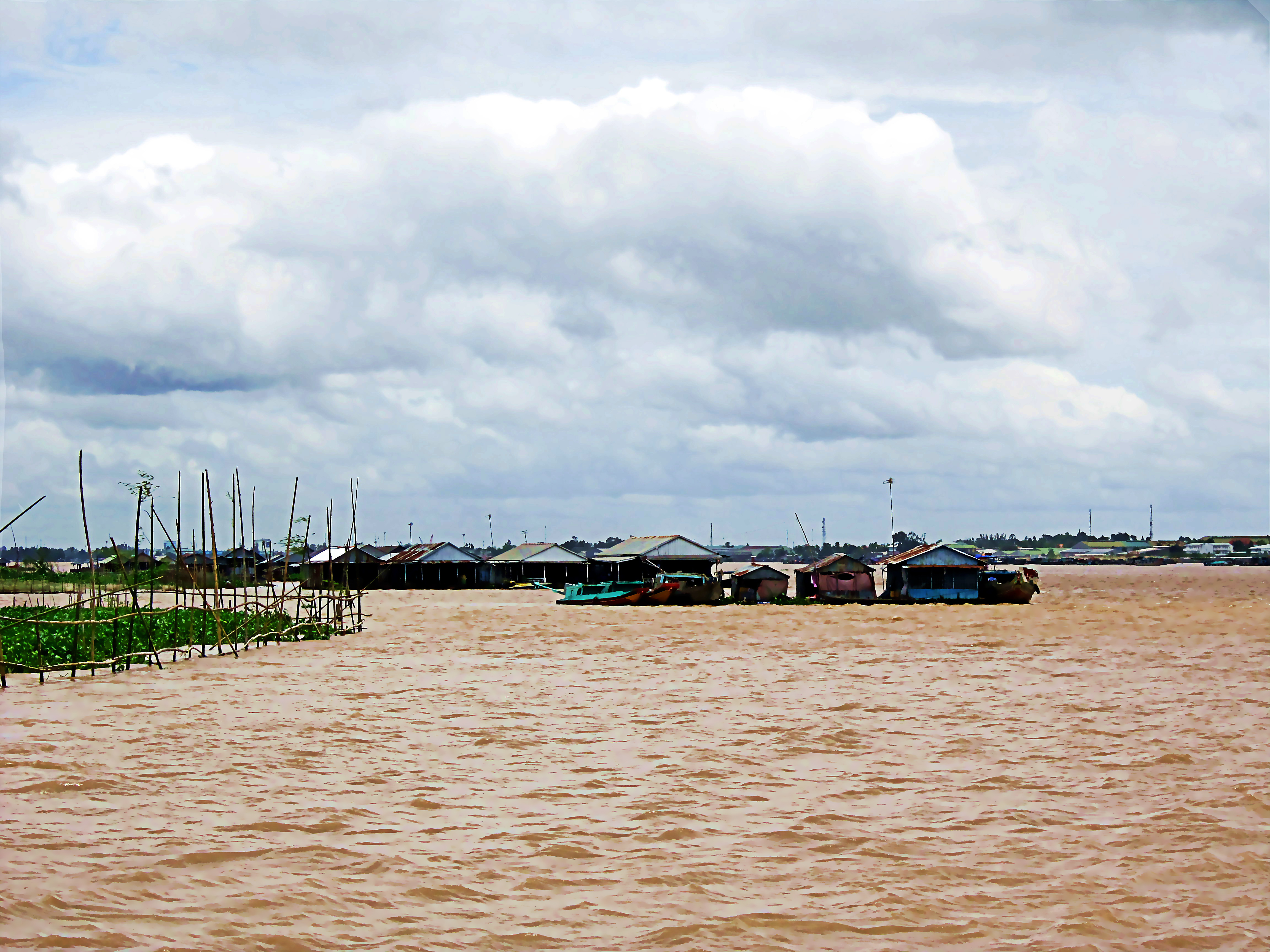
Nuôi cá bè trên sông Hậu
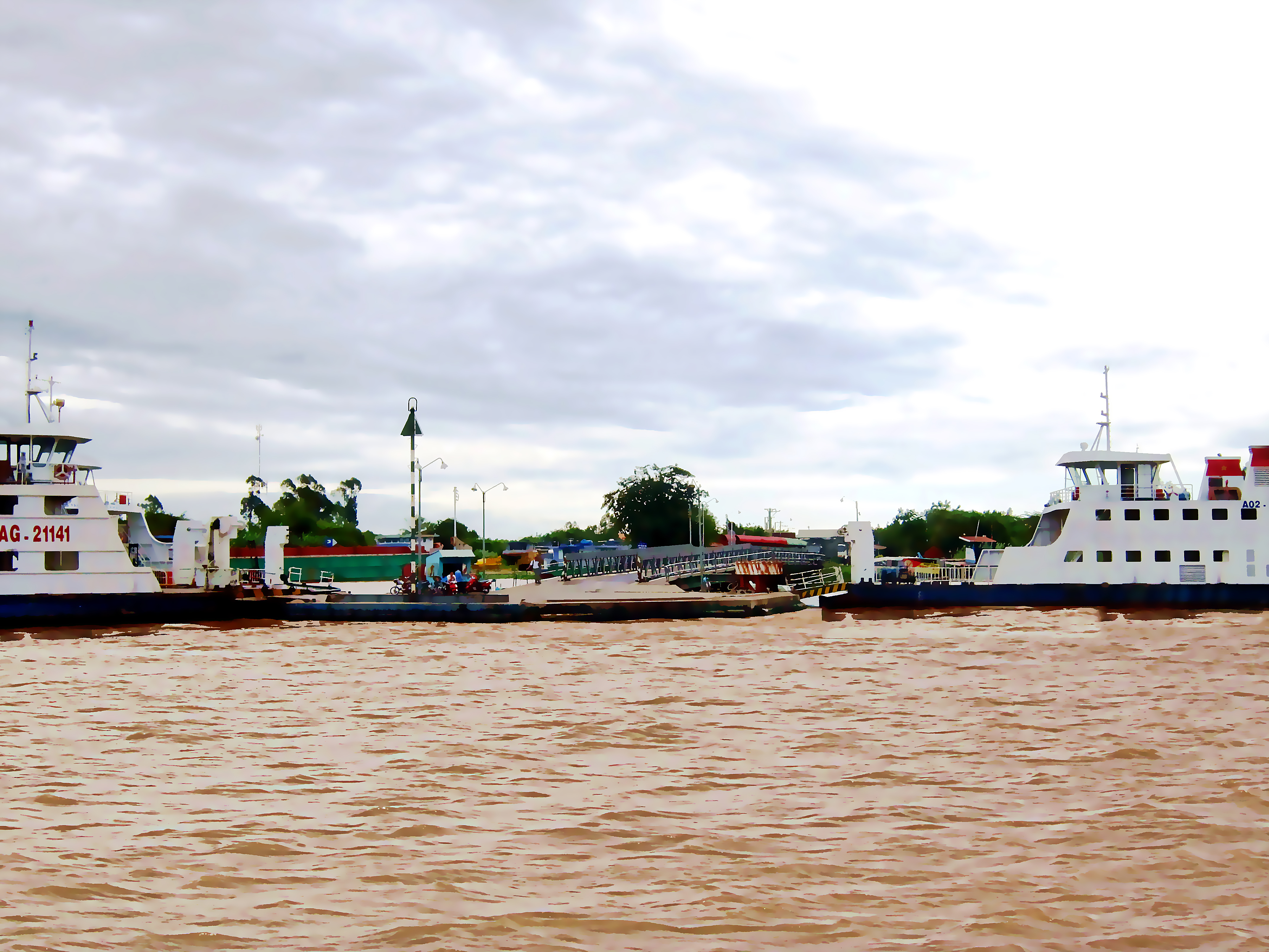
Bến phà An Hòa
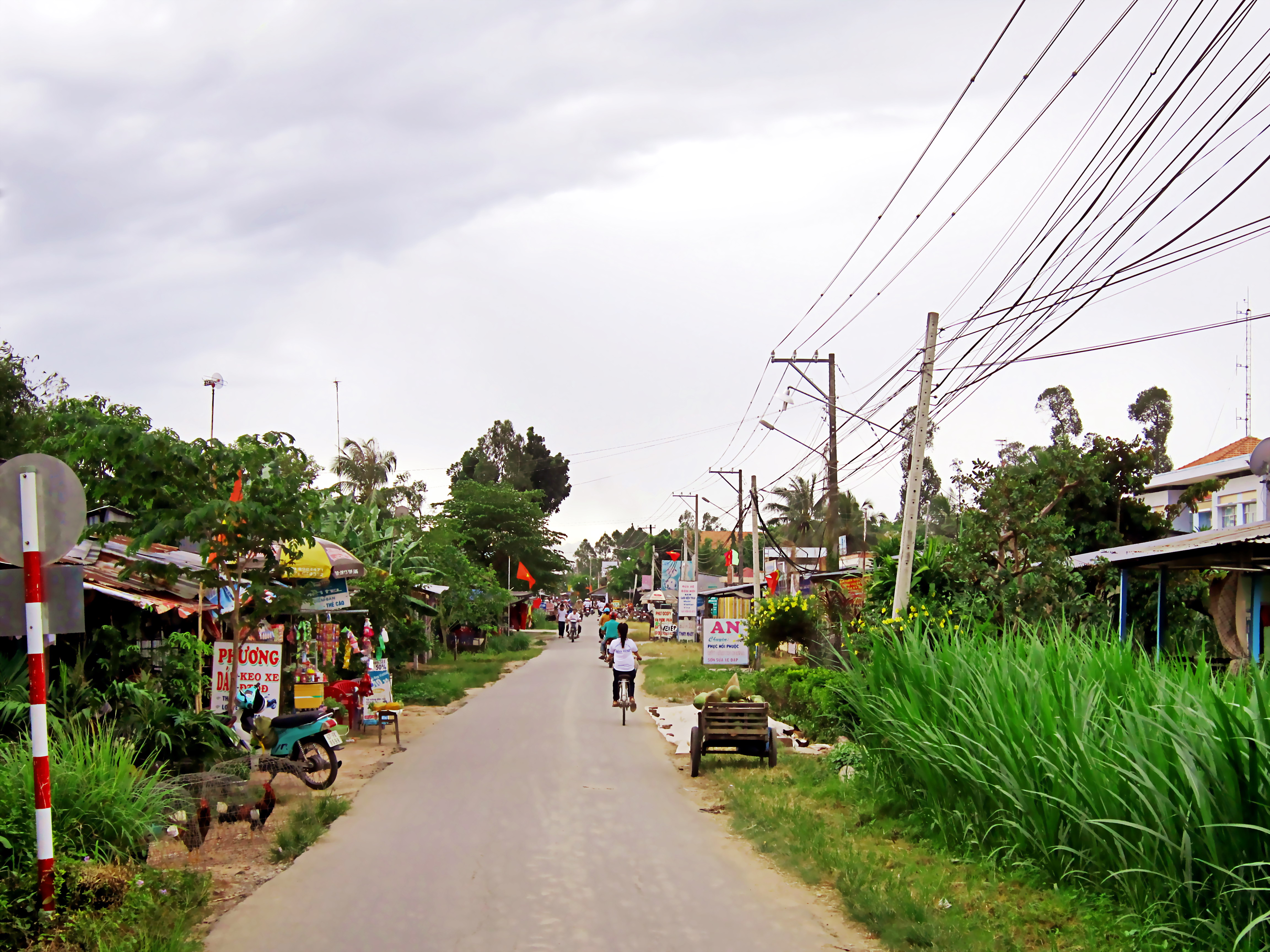
Hương lộ 1, phía trước là khu hành chánh cũ và chợ Hòa Bình